# Super Mario Maker
Super Mario Maker (スーパーマリオメーカー Sūpā Mario Mēkā?) es un videojuego de plataformas y de creación de niveles desarrollado y publicado por Nintendo para la Wii U, lanzado en todo el mundo en septiembre de 2015. Los jugadores podían crear, jugar y compartir niveles en línea, de forma gratuita, basados en los estilos de Super Mario Bros., Super Mario Bros. 3, Super Mario World y New Super Mario Bros. U. El juego se lanzó en Wii U en septiembre de 2015 como parte del 30.° aniversario de Super Mario Bros.
Tras su lanzamiento, los críticos elogiaron su interfaz de usuario y sus herramientas de edición de niveles. Para mayo de 2016, más de siete millones de niveles habían sido creados por jugadores de todo el mundo y se habían jugado más de 600 millones de veces. Super Mario Maker for Nintendo 3DS fue lanzado en diciembre de 2016, sin la posibilidad de subir niveles al portal en línea. Super Mario Maker 2 se lanzó para Nintendo Switch en junio de 2019. La venta de Super Mario Maker en Nintendo eShop de Wii U se suspendió el 12 de enero de 2021, y la compatibilidad con la carga de cursos y el sitio del portal de marcadores se suspendió el 31 de marzo de 2021. Los servicios en línea restantes para las versiones del juego para Wii U y 3DS, como los niveles de juego cargados antes de que se suspendiera el sitio del portal, se cerraron el 8 de abril de 2024.

## Desarrollo

Logo de Super Mario Maker for Nintendo 3DS.

En su origen el juego fue creado como una herramienta de edición de niveles para los programadores de Nintendo. Sin embargo el equipo de desarrollo Nintendo Entertainment Analysis and Development No.4 vio el potencial de convertir la utilidad en un juego, idea que Takashi Tezuka recibió con interés por incrementar la imaginación del jugador.
A su vez, Takashi estaba buscando una continuación del juego Mario Paint que usara el GamePad de la consola Wii U. Después de ver la herramienta de Mario Maker consideró que conseguiría más beneficio económico si se vendía el juego como una utilidad para hacer niveles que como una simple aplicación de dibujo debido a que reduciría el interés de los jugadores. En su entrevista en Polygon nota que la construcción de niveles "no es tan difícil ni está fuera del alcance como si fuera dibujándolo" y que "quería traer la diversión de Mario Paint en este editor".
El juego es dirigido por Yosuke Oshino, quien anteriormente había trabajado como programador en los juegos Pikmin, Pikmin 2 y New Super Mario Bros. Wii. Y es entendido como un spin-off de la saga de Super Mario.

### Secuela
Una secuela, Super Mario Maker 2, se anunció en un Nintendo Direct el 13 de febrero de 2019. Su lanzamiento se realizó en junio de 2019 para Nintendo Switch. Esta secuela adjunta nuevas funciones y nuevas formas de objetos, aparte de poder crear niveles de Super Mario 3D World y la llegada de personajes jugables como Luigi y los personajes principales de Captain Toad: Treasure Trackers, Toad y Toadette.

### Cierre de los servicios online
El 25 de noviembre de 2020, Nintendo anunció que el juego sería retirado de la Nintendo eShop el 13 de enero de 2021 y junto con Super Mario Bros. 35, su servicio online sería descontinuado el 31 de marzo de 2021. A partir del 1 de abril de 2021, fue imposible acceder al contenido creado por la comunidad.

## Jugabilidad

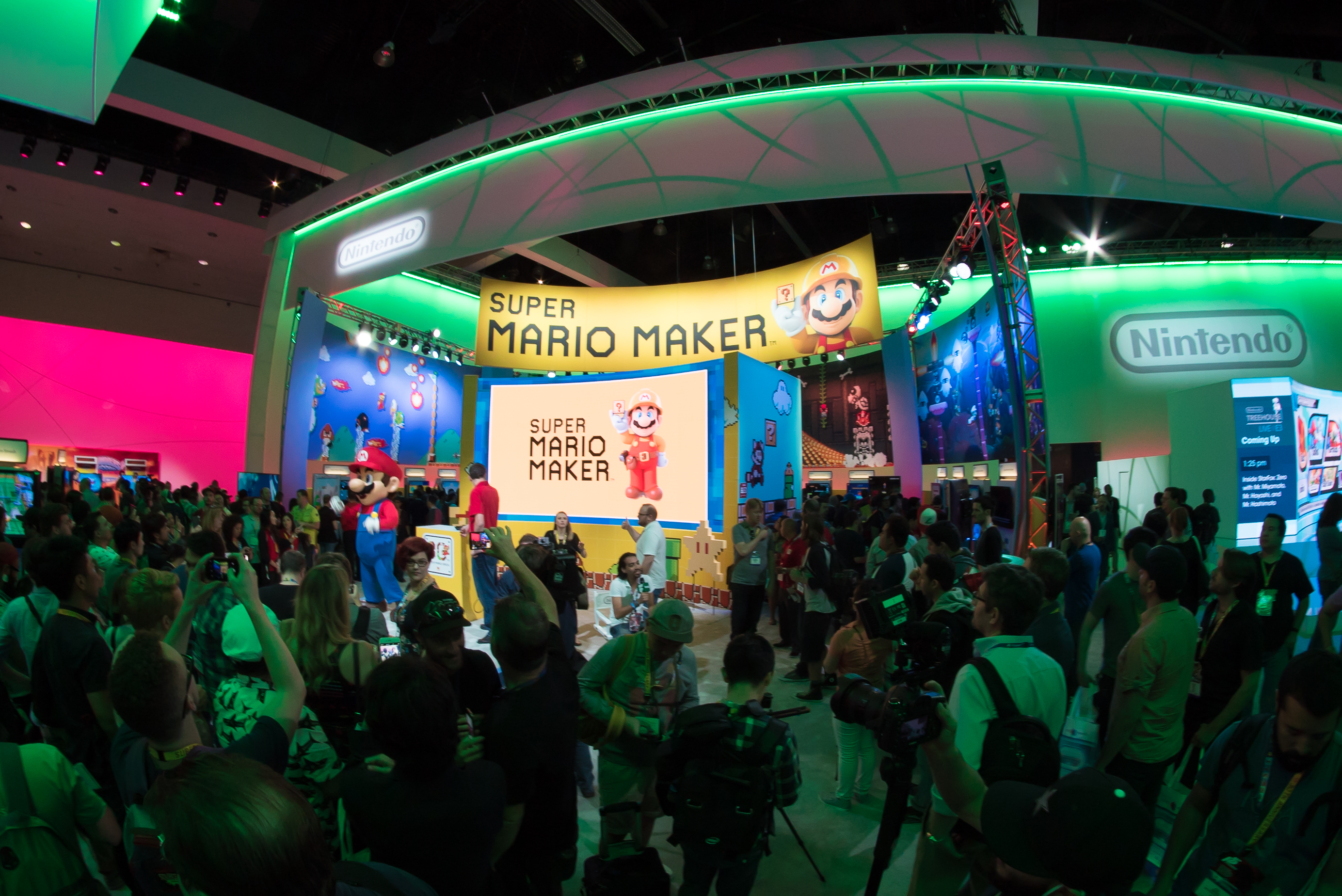
Super Mario Maker en el E3 2015.

En el gameplay del E3 2014 se reveló que era un juego para crear niveles de Mario. Durante su presentación en el E3 se muestra que los jugadores pueden cambiar fácilmente entre dos estilos visuales diferentes, el de Super Mario Bros. y el de New Super Mario Bros. U. Posteriormente se anunció la inclusión de dos estilos más procedentes de los juegos Super Mario Bros. 3 y Super Mario World.
Para la creación de niveles el jugador tiene que utilizar el lápiz táctil para arrastrar los objetos, decorados y enemigos -situados en la barra superior de la pantalla- en el GamePad táctil de Wii U. Los niveles creados pueden ser jugados, de tal forma que la sesión de juego sirve como guía de edición posterior.
Los jugadores pueden compartir sus niveles y ser calificados en un ranking de popularidad.
Para crear los niveles se van usando diferentes objetos, pero estos no se obtienen todos directamente de golpe, sino que el juego cada día (de los 9 primeros) va entregando al jugador poco a poco diferentes objetos combinables, esto hecho para que los jugadores aprendan desde lo más básico hasta lo más complejo a la hora de crear niveles.

## Objetos

### Objetos generales
- Super Champiñón
- Estrella de invencibilidad
- Champiñón de vida extra
- Flor de Fuego
- Zapato de Goomba (solo SMB1 y SMB3)
- Huevo de Yoshi (solo World y NSMBU)

### Objetos exclusivos

#### Super Mario Bros.
- Champiñón amiibo: Al colocar un amiibo en el punto NFC, aparecerá un champiñón con un signo ?. Al tocarlo, Mario se transformará en ese personaje. Hay un total de 153 personajes, tanto de la franquicia como del resto de la empresa (objeto exclusivo en Wii U).
- Champiñón Delgado: Otorga a Mario las características de Luigi (más salto y deslizamiento), desbloqueado tras completar unos niveles. Aparece si sacudes uno normal, pero en 3DS sustituye al champiñón amiibo.
- Mega Champiñón: Hace crecer notablemente a Mario, y puede destruir bloques desde cualquier lado. Solo disponible con las figuras amiibo de Mario en 8 bits.

#### Super Mario Bros. 3
- Super Hoja: Convierte a Mario en mapache.

#### Super Mario World
- Pluma: Mario tiene una capa y puede planear infinitamente.

#### New Super Mario Bros. U
- Champicóptero: Permite a Mario hacer un giro volador, original de New Super Mario Bros. Wii.

### Enemigos
| - Goomba - Paragoomba - Torre de Goombas - Torre de Goombas Alados | - Koopa Troopa - Koopa Paratroopa - Torre de Koopas - Torre de Paratroopas | - Hermanos Martillo - Parahermanos - Torre de Hermanos - Torre de Parahermanos | - Planta piraña - Torre de Plantas Pirañas - Para-Planta Piraña - Torre Para-planta Piraña | - Lanza Bill - Lanza Bill Rojo | - Boo - rey Boo - Kamek - Cheep Cheep - Cheep Cheep - Blooper - Blooper Nanny | - Pezueso - Huesitos - Huesitos alados - Lakitu - Picudo - Parapicudo | - Buzzy - Parabuzzy - Floruga |  |

### Jefes
- Bowser Jr.
- Bowser

## Recepción

### Crítica
Super Mario Maker recibió críticas generalmente favorables. Jose Otero de IGN elogió los elementos sociales del juego, incluidas sus funciones en línea y el 10 Mario Challenge, afirmando que los jugadores "verían una reverencia genuina por la historia de Mario" en los modos en línea. Elogió el editor de niveles y su interfaz de usuario y escribió que "[n]o importa el estilo que elijas, crear niveles es una tarea intimidante, pero la interfaz bien diseñada hace que el aprendizaje sea fácil e intuitivo" y que "nos brinda una experiencia divertida y flexible caja de herramientas para crear y jugar niveles de Mario como nunca antes".
Justin Haywald de GameSpot elogió el editor de niveles y afirmó que "la naturaleza de mezclar y combinar [de los elementos del juego] permite adiciones emocionantes y anacrónicas a escenarios familiares". Estaba decepcionado por limitaciones particulares, como la ausencia de puntos de control originarios de Super Mario World y los límites verticales y horizontales de los escenarios. Finalmente concluyó que "el juego no necesariamente te convertirá en el próximo Shigeru Miyamoto, pero casi puedes sentir un poco de esa magia frotándose cada vez que subes una nueva creación".
Griffin McElroy de Polygon elogió el juego y dijo que se divirtió muchísimo jugando, pero la forma en que desarrolló ese nuevo aprecio por algo que he conocido toda mi vida fue el mayor logro del juego".

## Premios
Con el cierre del E3 2014, el sitio IGN reunió a su equipo para elegir cuáles eran los mejores juegos que aparecieron en el evento, y Mario Maker fue nominado en las categorías "Mejores juegos para Wii U", "Mayor revelación" y "Mejor Videojuego de plataformas".
En el año 2014 ganó el premio en la categoría "Mejor juego familiar y social" en los Game Critics Awards.
Ha sido condecorado con el "Premio Innovación" (compartido con Splatoon) y el "Premio de Excelencia" (compartido con otros 14 títulos), otorgados por la revista Famitsū de la distribuidora Enterbrain a aquellos videojuegos lanzados en Japón entre el 1 de enero y el 31 de diciembre de 2015.